# 廣德公主 (明英宗)
廣德公主（1454年—1484年），名朱延祥，父親是明英宗，母親是萬宸妃。
朱延祥生于明英宗被幽禁于南宫期间。天顺元年（1457年），明英宗复辟。朱延祥何时受封为公主不详。成化八年（1472年）十月二十二日，册封为广德长公主，公主下嫁樊凱。生下四子二女。
成化二十年（1484年），公主去世，享年三十一岁。公主安葬于翠微山之原（属北京金山皇家墓葬区）。日后，丈夫樊凱合葬于此。